# گویش تاتارهای بارابا
زبان تاتاری بارابا (انگلیسی: Baraba dialect) گویش در حال انقراض زبان تاتارهای سیبری است که ۸ هزار گویشور در سیبری دارد.